# Sammanbindningsbanan (riksdagshuset)
För järnvägsspåren genom Stockholm, se Sammanbindningsbanan (järnväg)

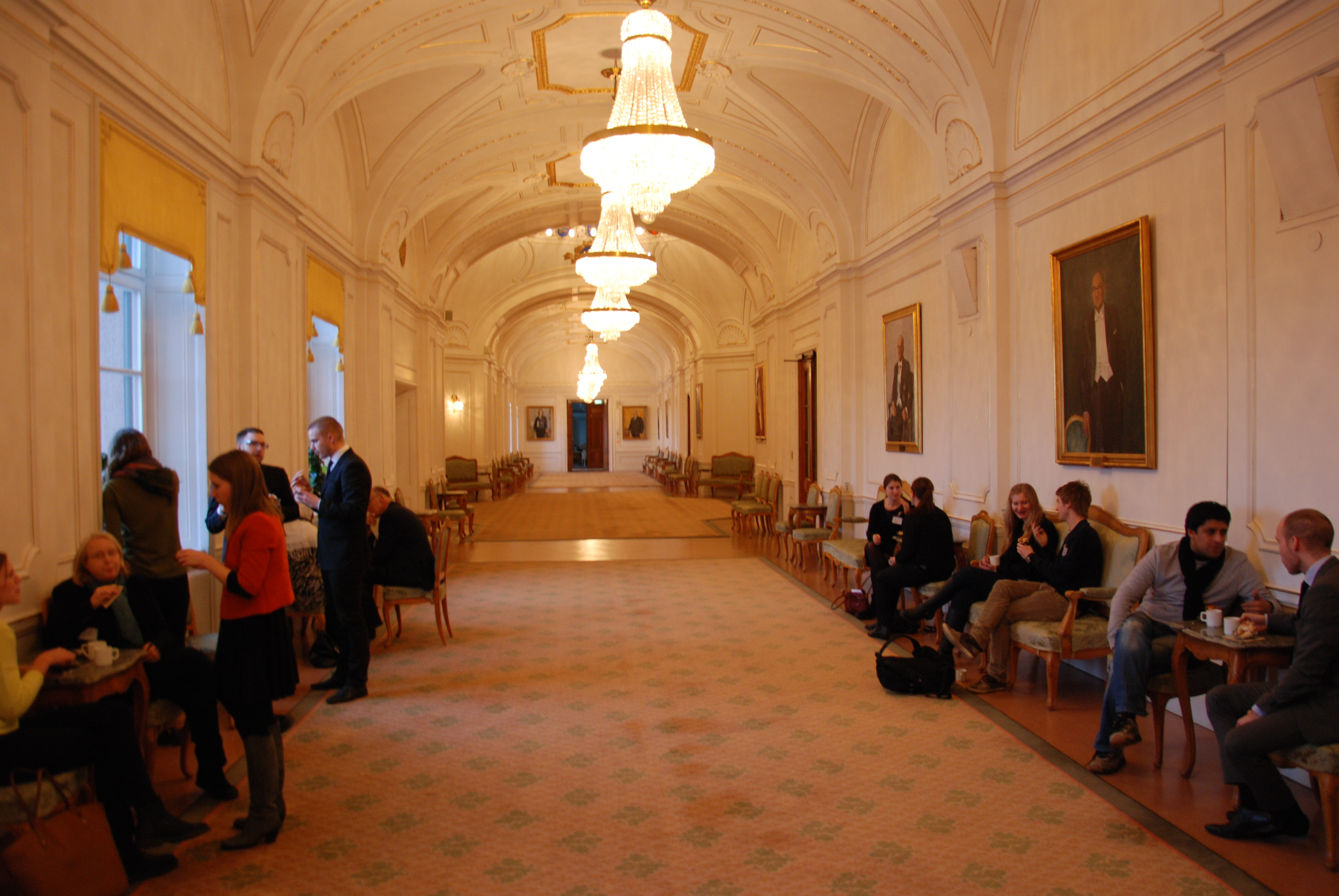
Sammanbindningsbanan

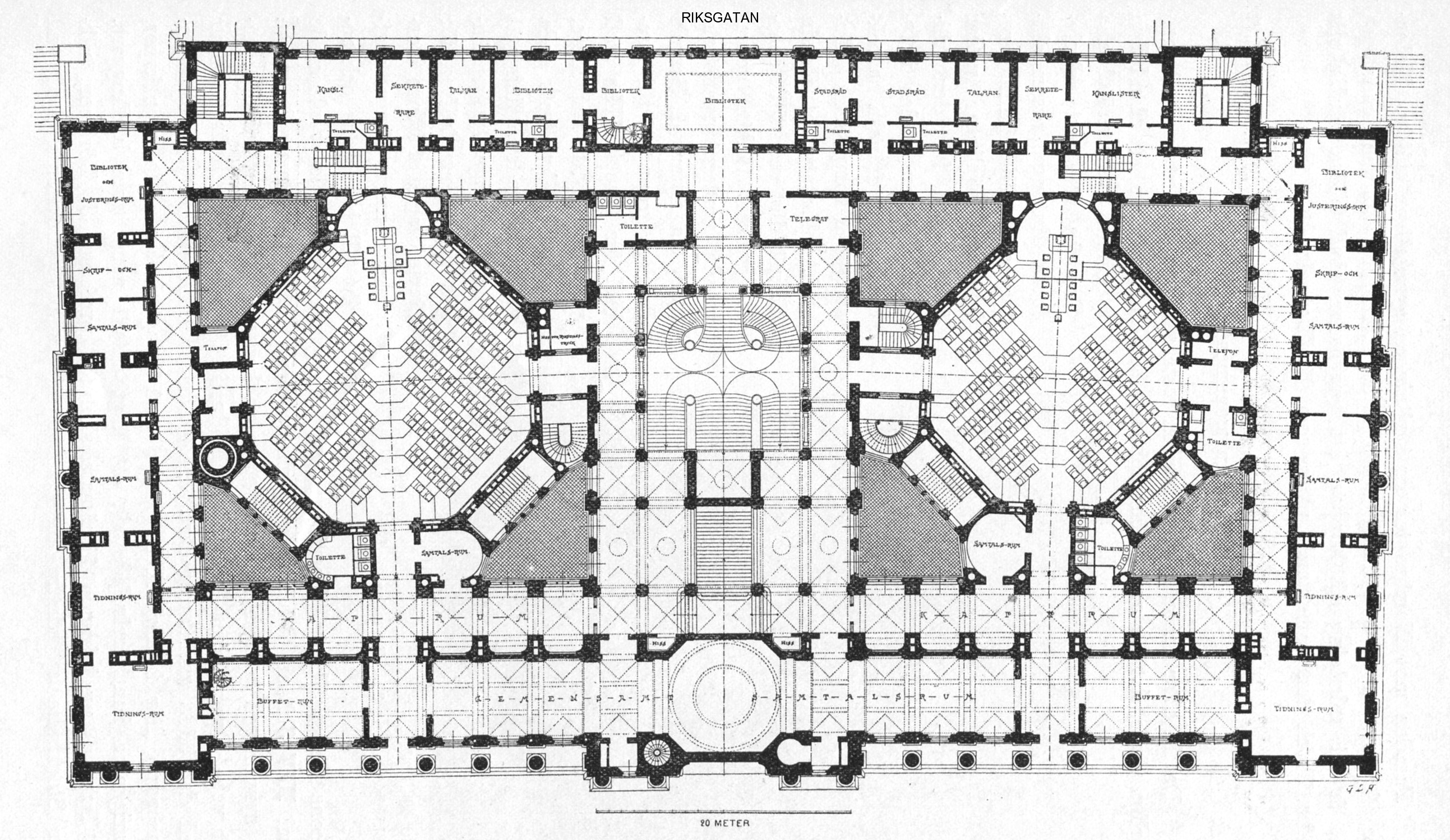
Planritning av riksdagshuset från 1897. Sammanbindningsbanan är längst ned på bilden

Sammanbindningsbanan är ett 45 meter långt rum i riksdagshuset i Stockholm.
Rummet var till för att ge en bekväm kommunikationsväg mellan de två plenisalarna i den tidigare tvåkammarriksdagen och tjäna som en träffpunkt. I norra ändan har sammanbindningsbanan anslutning till Första kammarens sal och i södra ändan till Andra kammarens sal.
Ledamöterna hade under Tvåkammarriksdagen inte egna arbetsrum i eller i närheten av riksdagshuset och den rymliga sammanbindningsbanan hade därför stor betydelse som plats för informella möten och gemenskap mellan ledamöterna. Inte minst hade den betydelse för att ledamöterna från de båda kamrarna skulle kunna mötas och utbyta information om hur debatten i den andra kammaren utvecklade sig.
Idag används sammanbindningsbanan bland annat för mottagningar och andra evenemang.